# Franz Joseph Fleischbein

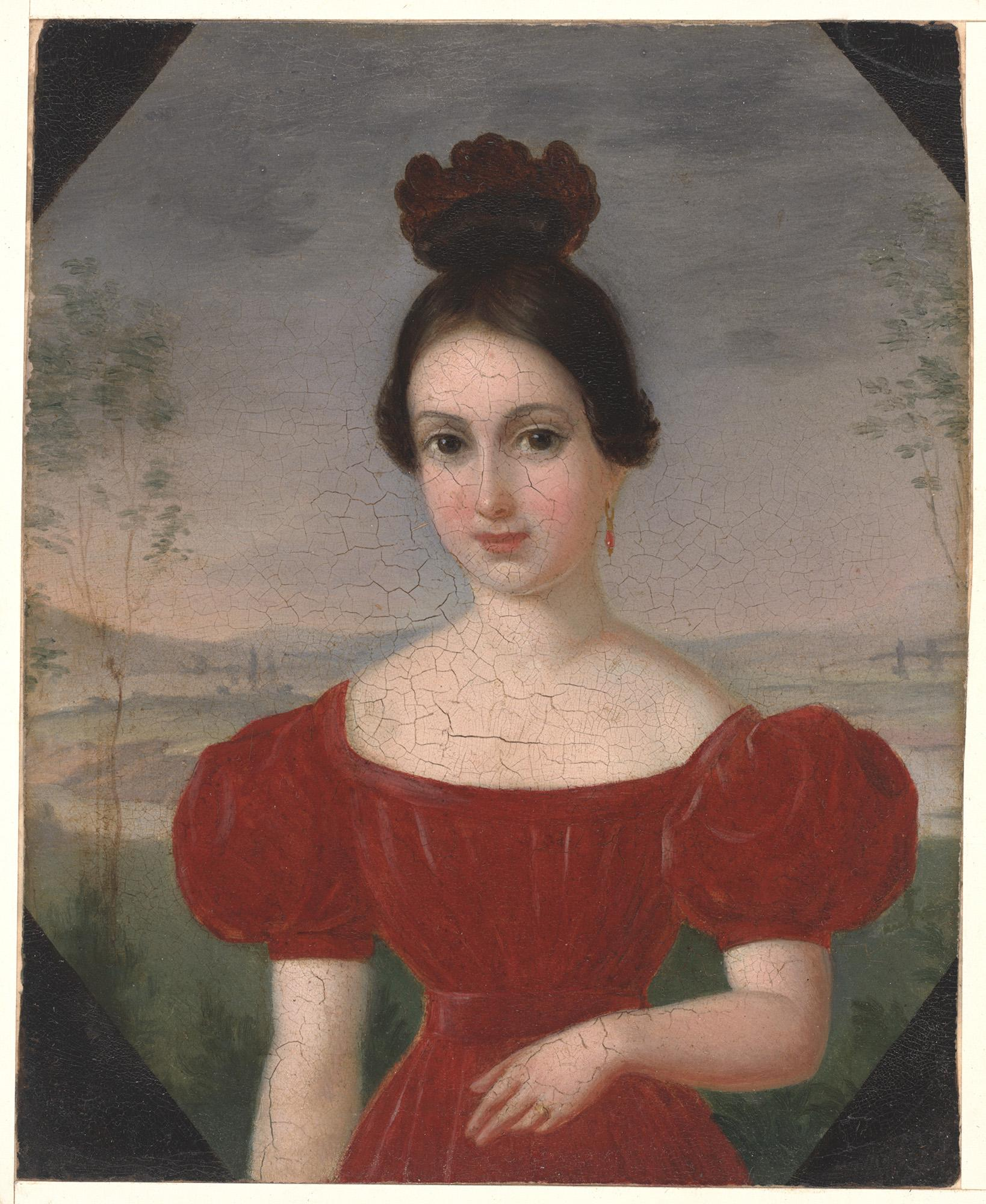
Portrait seiner Frau Marie Louise Tetu, 1833–1836, Dallas Museum of Art

Franz Joseph Fleischbein, auch Frantz bzw. François Jacques Fleischbein (* 14. Juni 1802 in Godramstein; † 16. November 1868 in New Orleans) war ein deutschamerikanischer Porträtmaler, Daguerreotypist, Ambrotypist und Zeichenlehrer.

## Leben und Wirken
Er entstammte der ursprünglich aus Babenhausen (Hessen) stammenden, dann in der Reichsstadt Frankfurt ansässigen und später nobilitierten Familie Fleischbein, von der ein Zweig über Straßburg in die Südpfalz einwanderte. Franz Joseph Fleischbein wurde geboren als Sohn von Heinrich Fleischbein (1753–1814) und seiner Frau Anna Barbara geb. Stumpf (1764–1832). Heinrich Benedikt Fleischbein (1747–1793), der Cousin seines Vaters, wirkte als katholischer Theologieprofessor an der Universität Heidelberg und begründete eine Stiftung für arme Kinder in Gleisweiler.
Bereits vor 1833 absolvierte Franz Joseph Fleischbein vermutlich ein Kunststudium in München, anschließend hielt er sich in Paris auf. Dort lernte er im Atelier von Anne-Louis Girodet-Trioson. 1833 siedelte er mit seiner Frau Marie Louise Tetu (1802–1895) und seinen vier Kindern nach New Orleans über, wo er als Porträtmaler, Zeichenlehrer und später auch als Photograph tätig war.

## Werke
- Skizzenbuch, Verbleib unbekannt (zuletzt: New Orleans, Privatbesitz, vgl. Jordan 1976, S. 2).

## Galerie von Bildern des Malers

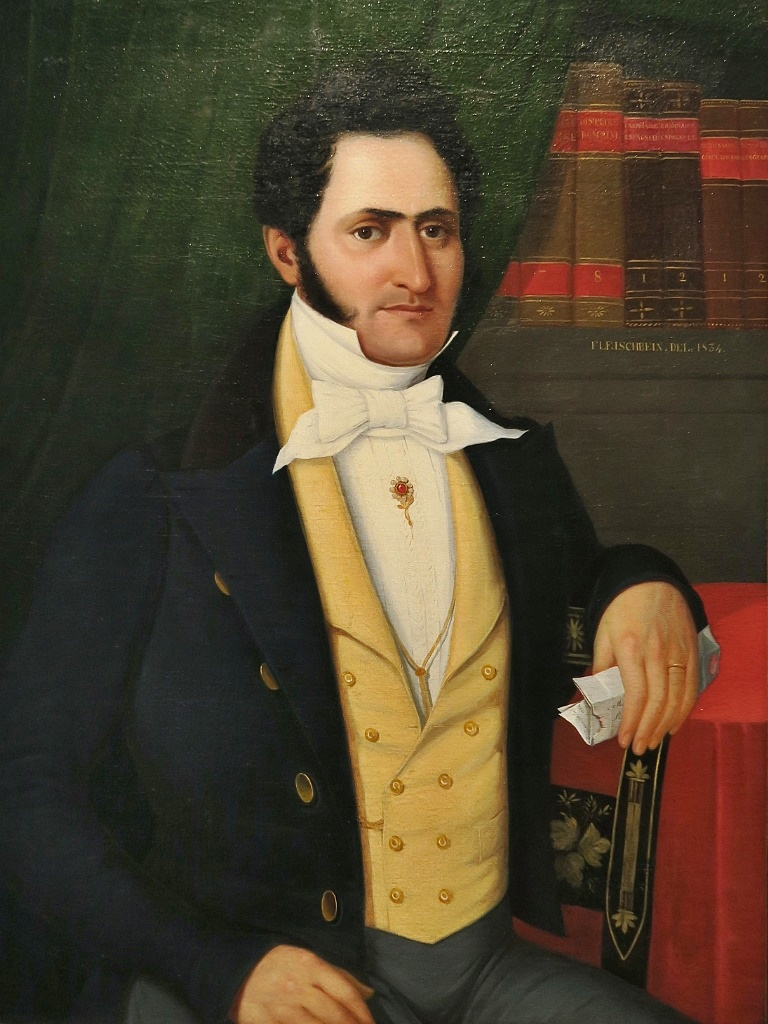
Porträt des Richters Benjamin Christopher Elliot, 1834
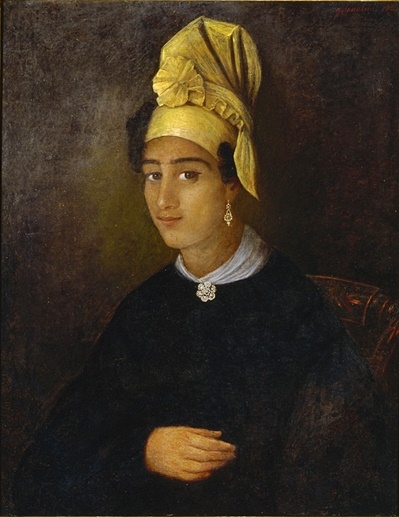
Porträt of Betsy, 1837
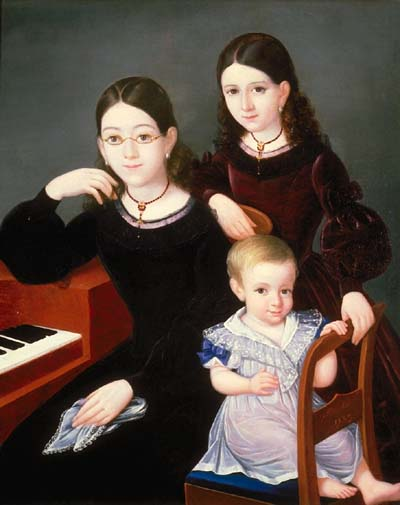
Die Kinder des Comte Louis Amedie de Barjerac, 1839
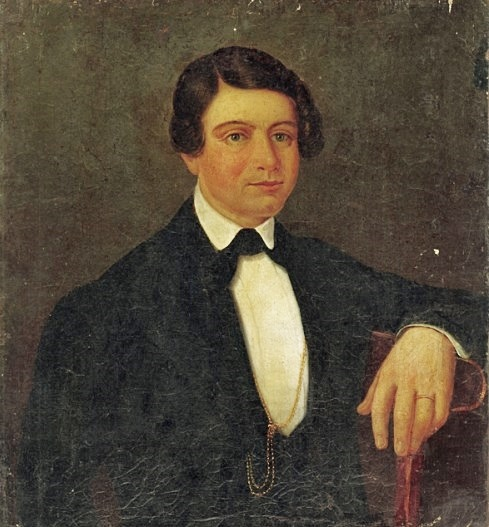
Porträt des William B. Schmidt
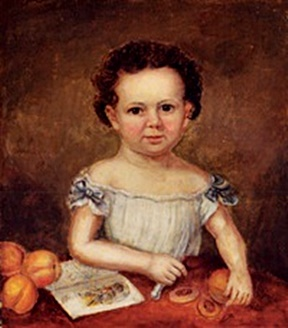
Porträt eines Kindes
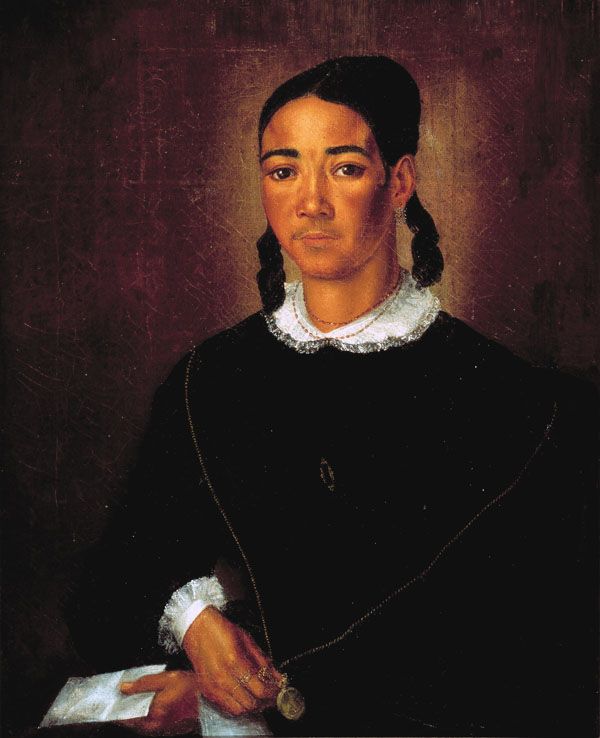
Portrait einer farbigen Frau, 1840
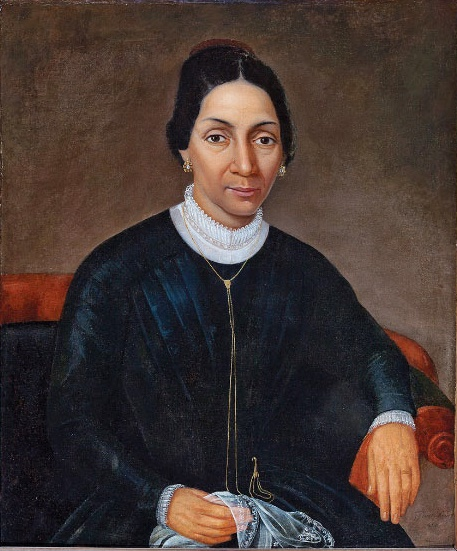
Porträt einer Kreolin
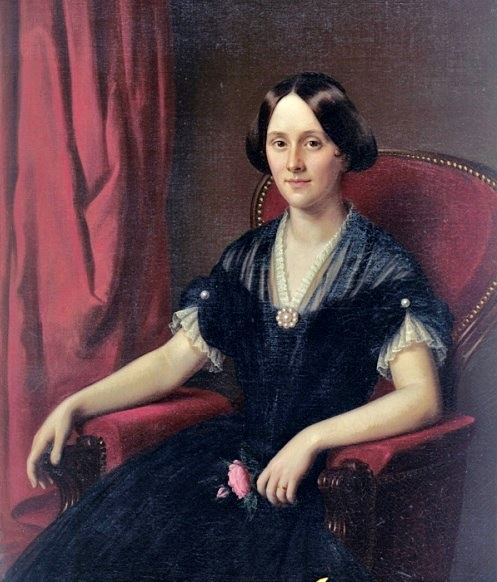
Porträt der Rosalie Jonas